# Tafalisca eleuthera
Tafalisca eleuthera är en insektsart som beskrevs av Otte, D. och Perez-gelabert 2009. Tafalisca eleuthera ingår i släktet Tafalisca och familjen syrsor. Inga underarter finns listade i Catalogue of Life.